# St. Elsewhere
St. Elsewhere é uma série médica que foi exibida originalmente entre 26 de outubro de 1982 e 25 de maio de 1988 pela NBC. A série é estrelada por Ed Flanders, William Daniels e Norman Lloyd, que interpretam médicos experientes tentando passar seus conhecimentos tanto médicos quanto pessoais para jovens doutores. St. Elsewhere obteve um sucesso similar ao da série Hill Street Blues, também produzida pela MTM Enterprises e exibida pela NBC; ambas séries foram comparadas por conta de seus vastos elencos e sobreposição de histórias, que duravam dois ou mais episódios (a série começou a ser conhecida como "Hill Street Blues em um hospital").

## Audiência
Conhecida por combinar drama sobre a vida e a morte com momentos de humor negro, St. Elsewhere ganhou um pequeno, mas leal grupo de seguidores (a série nunca esteve acima da 49ª posição no ranking anual da Nielsen Ratings) durante suas seis temporadas e 137 episódios; a série teve uma grande audiência da população entre 18 e 49 anos, o público jovem que os anunciantes de TV estavam ansiosos para alcançar.

## Prêmios e recepção
Além da recepção do público, St. Elsewhere teve uma boa recepção por parte da crítica, sendo indicado à 63 Emmys e ganhando treze destes prêmios. A série foi eleita, em 2002, a 20ª melhor série de televisão de todos os tempos pela TV Guide, revista que também a elegeu a melhor série dramática da década de 1980 em um edição de 1993.

## Teoria do Universo de Tommy Westphall
Essa teoria, idealizada pelo escritor e roteirista Dwyane McDuffie, toma por base o final de St. Elsewhere: no capítulo final, é revelado que toda a história da série era um "sonho" do personagem Tommy Westphall, filho autista de Donald Westphall, e que o St. Eligius Hospital era, na verdade, uma mini-réplica dentro de um globo de neve, que serviu de base para a imaginação de Tommy. A teoria do universo de Tommy Westphall sugere que todo o universo da série (personagens, locais, etc.), assim como spin-offs e outras séries de televisão ligadas a St. Elsewhere são nada mais que fruto da imaginação do garoto, não tendo, assim, existido de verdade.